# 57e régiment d'infanterie (France)
Pour les articles homonymes, voir 57e régiment.
Le 57e régiment d'infanterie (57e RI) est un régiment d'infanterie de l'Armée de terre française créé sous la Révolution à partir du régiment de Beauvoisis, un régiment français d'Ancien Régime.
Il a connu une existence quasi ininterrompue au service de la France, jusqu'en 2011.
Son héritier est le 3e régiment du service militaire volontaire de La Rochelle.

## Création et différentes dénominations
- 1667 : levée du régiment sous le nom de régiment de Jonzac-Sainte-Maure
- 1685 : renommé régiment de Beauvoisis également appelé régiment du Beauvaisis
- 1791 : devient le 57e régiment d'infanterie de ligne
- 1796 : la 57e demi-brigade d'infanterie de ligne est formée à partir des unités suivantes :
  - 83e demi-brigade de bataille (1er bataillon du 42e régiment d'infanterie, 4e bataillon de volontaires de la Drôme et 2e bataillon de volontaires de l'Isère)
  - 122e demi-brigade de bataille (lui-même formé à partir des unités suivantes : 2e bataillon du 61e régiment d'infanterie, 3e et 4e bataillons de volontaires de la Haute-Marne)
  - 3e bataillon de la 209e demi-brigade de bataille
  - 3e bataillon de la 2e demi-brigade provisoire
  - 1er et 3e bataillons de la 3e demi-brigade provisoire
  - 10e bataillon de volontaires de l'Isère
  - 1er bataillon de volontaires de Loir-et-Cher
- 1803 : renommé 57e régiment d'infanterie de ligne
- 1914 : à la mobilisation, il donne naissance au 257e régiment d'infanterie
- 1940 : dissolution du régiment
- 1944 : reconstitution du 57e RI
- 1946 : dissolution du régiment
- 1956 : reconstitution du 57e RI
- 1963 : dissolution du régiment
- 1964 : reconstitution du 57e RI
- 1984 : dissolution du Régiment
- 1991 : reconstitution du 57e RI
- 2000 : devient le 57e bataillon d'infanterie
- 2011 : dissolution du bataillon
- 2017 : le drapeau du 57e RI est confié au 3e régiment du service militaire volontaire (3e RSMV) de La Rochelle[1].

## Chefs de corps
- 1792 : colonel Étienne-Mauffre De la Martelliere
- 1792 : colonel Pierre Chevalier (*)
- 1796 : chef de brigade Pierre Macon (*)
- 1796 : chef de brigade François-Xavier Bruno (*)
- 1803 : colonel Jean-Pierre-Antoine Rey (*)
- 1808 : colonel Jean-Louis Charrière (*)
- 1812 : colonel Pierre Lejeune
- 1812 : colonel Alexandre Duchesnel
- 1813 : colonel Sernin Laffont
- 1815 : colonel Marquis Henri Jean Baptiste de Marguerye
- 1848 : colonel De Noue
- 1852 : colonel Dupuis
- 1855 : colonel Huc
- 1861 : colonel Giraud
- 1871 :
- 1876 : colonel D'Escayrac-Lauture
- 1879 : colonel Bérenger
- 1885 : colonel Louis Lanes
- 1889 : colonel Blanchot
- 1893 : colonel De Lestapis
- 1898 : colonel Cloquard
- 1914 : colonel Dapoigny,
- 1914 : lieutenant-colonel Huguenot (*)[2].
- 1915 à 1919 : colonel Bussy
- 1933-1935 : colonel Chapouilly
- 1939 : colonel Duché, à la mobilisation,
- 6 novembre 1939 : lieutenant-colonel Sinais
- 1945 : colonel Borel.
- 1956 : colonel Mareuge.
- 1958 : colonel bonhoure
- 1959 : colonel Bissieres
- 1959 : colonel Santos-Cottin
- 1965 : colonel Menard
- 1971 : colonel Durnerin…
- 1972 : colonel Hochart…
- 1973 : colonel Rollin
- 1974 : colonel rollin
- 1976 : colonel Marcout
- 1977 : colonel Vaillant
- 1979 : colonel Gelineau-Larrivet
- 1980 : colonel Vanlaer
- 1988 : colonel Gradit
- 1990 : lieutenant-colonel Sauret
- 1992 : lieutenant-colonel Sarzaud
- 1994 : colonel Lefevre
- 1996 : lieutenant-colonel Grégoire
- 1998 : lieutenant-colonel Alléoud
- 2000 : lieutenant-colonel Huard
- 2002 : lieutenant-colonel ?
- 2004 : lieutenant-colonel Joret
- 2006 : lieutenant-colonel Bertrand Ponsin
- 2008 : lieutenant-colonel Philippe Grosjean (90e et dernier chef de corps).

Colonels tués ou blessés alors qu'ils commandaient le 57e RIL : 
- Aucun

Officiers tués et blessés alors qu'ils servaient au 57e RIL (1804-1815) :
- Officiers tués : 35
- Officiers décédés des suites de leurs blessures : 29
- Officiers blessés : 182

(*) Officier qui devint par la suite général de brigade.

(**) Officier qui devint par la suite général de division.

## Historique des garnisons, combats et batailles du57erégimentd'infanterie de ligne

### Ancien Régime
- 1740-1748 : Guerre de Succession d'Autriche
  - 1745 :
    - 11 mai Bataille de Fontenoy

### Révolution française et Premier Empire

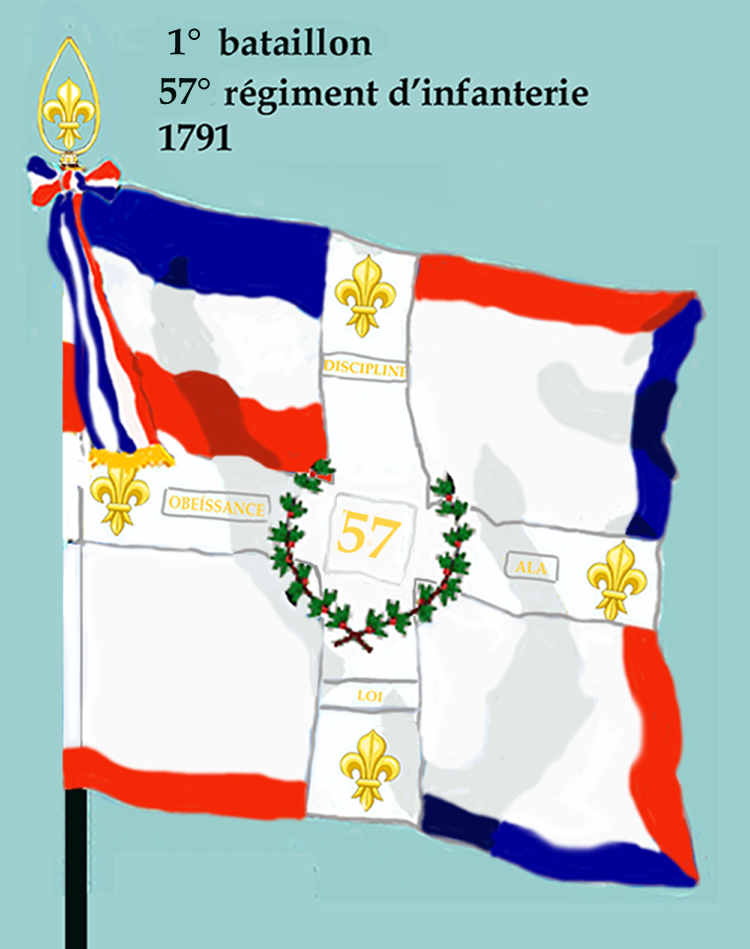
Drapeau du 1er bataillon du 57e régiment d'infanterie de ligne de 1791 à 1793
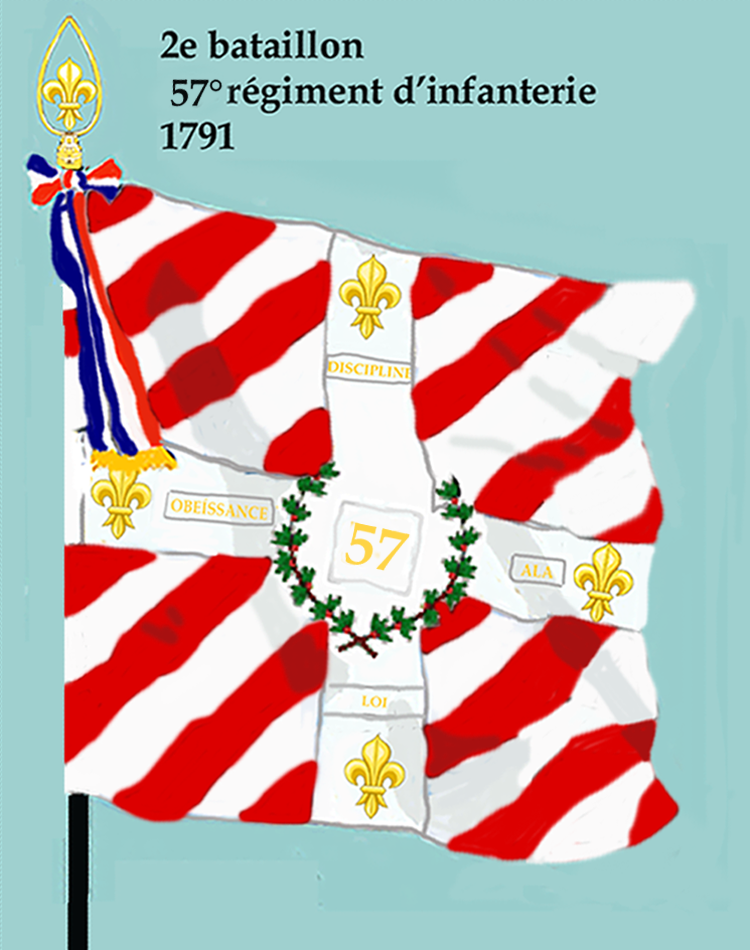
Drapeau du 2e bataillon du 57e régiment d'infanterie de ligne de 1791 à 1793

- 1792 :
  - Bataille de Spire
- 1793 :
  - Armée de Mayence, défense de Mayence, Guerre de Vendée, Bataille de Bouin, Bataille de Noirmoutier
- 1794 : Guerre du Roussillon
  - Siège de Fontarabie
  - Siège de Pampelune (novembre 1794)
- 1796 : Campagne d'Italie (1796-1797)
  - Bataille d'Arcole, où la demi-brigade gagne le surnom de Terrible (Las Cases)
- 1797 :
  - Bataille de Rivoli et
  - Bataille de La Favorite[3]
- 1799 : Guerre de la deuxième coalition
  - Bataille de Zurich[Lequel ?]
  - Bataille de Diessenhofen
- 1800 :
  - Bataille d'Engen,
  - Bataille de Moeskirch,
  - Bataille de Biberach,
  - Bataille d'Höchstädt,
  - Bataille de Nordlingen[Lequel ?],
  - Bataille d'Oberhausen,
  - Bataille de Neubourg,
  - Bataille de Landshut,
  - Bataille de Hohenlinden
- 1805 : Campagne d'Allemagne (1805)
  - Bataille de Memmingen,
  - Bataille d'Ulm,
  - 2 décembre : Bataille d'Austerlitz [4]
- 1806 : Campagne de Prusse et de Pologne
  - 14 octobre : Bataille d'Iéna[5]
  - Bataille de Lübeck
- 1807 : Campagne de Pologne (1807)
  - 8 février : Bataille d'Eylau[6]
  - Combat de Bergfried,
  - Combat de Deppen,
  - Bataille de Hoff,
  - Bataille de Lomitten
  - Bataille d'Heilsberg
- 1809 : campagne d'Allemagne et d'Autriche (1809) [7]
  - Bataille de Teugen-Hausen[8]
  - Bataille d'Abensberg
  - Bataille d'Eckmühl
  - Bataille de Ratisbonne
  - Bataille d'Essling
  - Bataille de Wagram
- 1812 : Campagne de Russie
  - Bataille de Mohilov
  - Bataille de la Moskowa[9]
  - Bataille de Malojaroslavetz
  - Bataille de Viasma
  - Bataille de Krasnoe
- 1813 : campagne d'Allemagne (1813)
  - Bataille de Dresde
  - Bataille de Pirna
  - Bataille de Kulm
  - Bataille de Rachnitz
  - Bataille de Leipzig
- 1814 : campagne de France (1814)
  - Défense de Strasbourg

Par ordonnance royale du 12 mai 1814 le 57e régiment de ligne prend le no 53 et incorpore le 4e bataillon du 17e régiment d'infanterie légère.

### De 1815 à 1852
Le 18 mai 1830, lors de Guerre d'indépendance grecque, le 57e, alors en garnison à Briançon, envoie ses deux premiers bataillons en Morée dans le Péloponnèse. Renforcés de 637 hommes des 34e et 58e RI, les 2 bataillons embarquent, à Toulon, sur la Galathée et 5 navires de commerce. Ils débarquent à Navarin le 15 juillet. Le 1er bataillon et les 2 compagnies d'élite du 2e vont cantonner à Modon. Le reste du 2e bataillon restant à Navarin.

le 28 décembre 1830 l'État-major et le 2e bataillon sont rappelés en France et embarquent sur la Cornélie et un transport. Le même jour, les 3 premières compagnies du 1er bataillon viennent remplacer les partants à Navarin. À compter du 8 janvier 1831, les 6 compagnies du centre du 1er bataillon sont à Navarin, les 2 compagnies d'élite restant à Modon.

Le 11 février 1833, le 1er bataillon quitte à son tour la Morée pour regagner la France.

### Second Empire
- 1855 : Guerre de Crimée

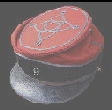
Képi d'infanterie de ligne

  - Siège de Sébastopol (1854). Il perd son colonel lors de l'assaut du 8 septembre 1855.

- Par décret du 2 mai 1859 le 57e régiment d'infanterie fournit une compagnie pour former le 102e régiment d'infanterie de ligne.

- 1870 : Guerre franco-prussienne de 1870

Au 1er août 1870, le 57e régiment d'infanterie de ligne fait partie de l'Armée du Rhin. Avec le 73e régiment d'infanterie du colonel Supervieille, le 57e forme la 2e brigade aux ordres du général de Golberg. Cette 2e Brigade avec la 1re brigade du général comte Brayer, deux batteries de 4 et une de mitrailleuses, une compagnie du génie constituent la 1re division d'infanterie commandée par le général de division Courtot de Cissey. Cette division d'infanterie évolue au sein du 4e corps d'Armée commandé par le général de division De Ladmirault.
- Bataille de Borny
- Bataille de Saint-Privat
- Bataille de Rezonville[11]

Le matin du 16 août 1870, le 4e corps d'armée est en bivouac à Woippy, sans ordre ! À neuf heures, sans avoir reçu aucun ordre, le général de Ladmiraut met les deux divisions de Cissey et Grenier en marche sur Doncourt-en-Jarnisy. Vers cinq heures du soir, marchant au bruit du canon, la division de Cissey arrivait en avant de Bruville. Elle tombe sur la brigade Wedell et contraint à la retraite le 16e régiment d'infanterie prussien (le 57e R.I., au Fond-de-la-Cuve contribue à l'anéantissement de la brigade prussienne Wedell et capture le drapeau du 2e bataillon du 16e régiment d'infanterie . Ce fait d'armes vaudra au 57e l'honneur de recevoir le 13 juillet 1880 à Longchamp[Lequel ?] des mains du président de la république, Jules Grévy la Croix de la Légion d'honneur .). Elle repousse une contre-attaque du 1er régiment de dragons de la Garde et de deux escadrons du 4e régiment de cuirassiers (de). Au cours de cette action, la 1re brigade perd son commandant, le général comte Brayer. À sept heures, le 4e corps d'armée bivouaque sur ses positions, une croupe à l’est de la ferme de Grizières.

Le 17 août, sur ordre du maréchal Bazaine, le 4e Corps d'Armée fait mouvement pour occuper des positions entre Chatel et Montigny.
- Une partie de son bataillon de dépôt contribue à la défense de Strasbourg.
- Le régiment disparait à la capitulation de l'Armée de Metz à l'exception des
- Le 4e bataillon et une partie du bataillon de dépôt contribuent à la défense de Verdun

### De 1871 à 1914
En 1880 il participe à la campagne de Tunisie du 11 avril au 1er juillet.
En garnison à Bordeaux jusqu'en 1913 (1er bataillon à Libourne).

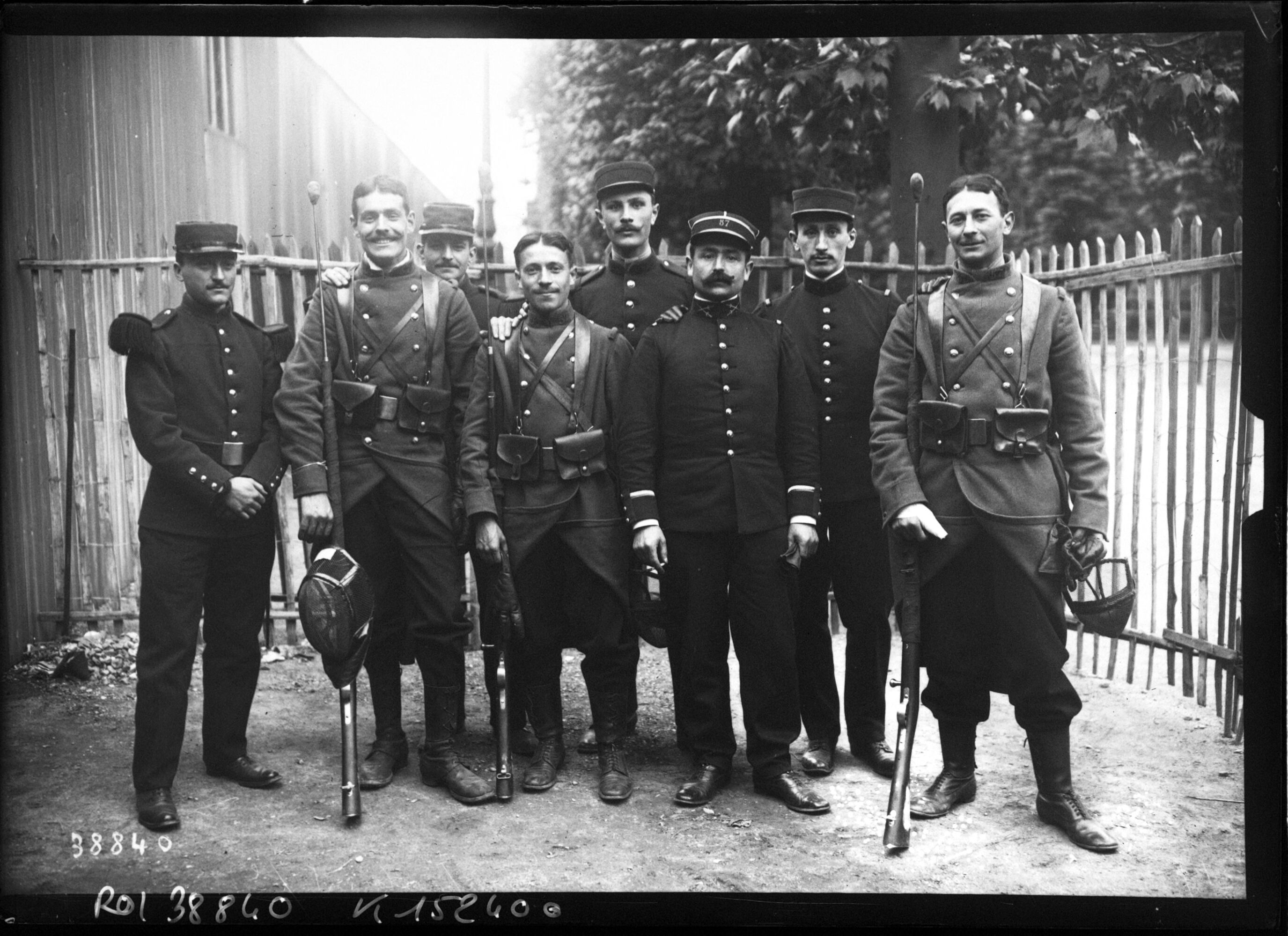
Equipe du 57e RI au championnat militaire d'escrime, à Paris en mai 1914

### Première Guerre mondiale

#### 1914
- 23 août : Bois Janot (23 août) Montignies-Saint-Christophe (Maubeuge)
- Combats de Lobbes-Thuin (23 août), Bataille de Charleroi
- le 29 août : bataille de Guise
- Bataille de la Marne (5 au 13 septembre)
- Reprise de l'offensive : Corbeny (13 septembre), Craonne,

la Ville-aux-Bois (14-19 septembre), Plateau de Vauclerc (12-14 oct.), Plateau de verneuil (2 Nov.), Tranchée à claie (24 déc.)

#### 1915
- Secteur de Verneuil-Beaulne (Chemin des Dames)

#### 1916
- Bataille de Verdun (4 au 17 mai, Vaux, Thiaumont),
- La Harazée (juin à septembre, Argonne),
- Berny-en-Santerre (26 décembre à février 1917, Picardie).

#### 1917
- 15 avril : Bataille du Chemin des Dames.
- 5 et 6 mai : Plateau des Casemates
- mai à juillet : région de Villersexel
- 14 juillet au 12 septembre : Ballersdorf (Alsace),
- 9 octobre au 3 mars Champagne Butte de Souain).

#### 1918
- Oise : Bataille de Noyon (22-29 mars), combats du Mont-Renaud (29 mars au 20 avril).
- Aisne : Missy-aux-Bois, (31 mai au 3 juin, Saconin, Ferme du Mont-Lavé);
- Picardie (28 août au 2 septembre, passage de l'Ingon (Rouy-le-petit),
- Voyennes
- La ligne Hundling-Stellung[14]

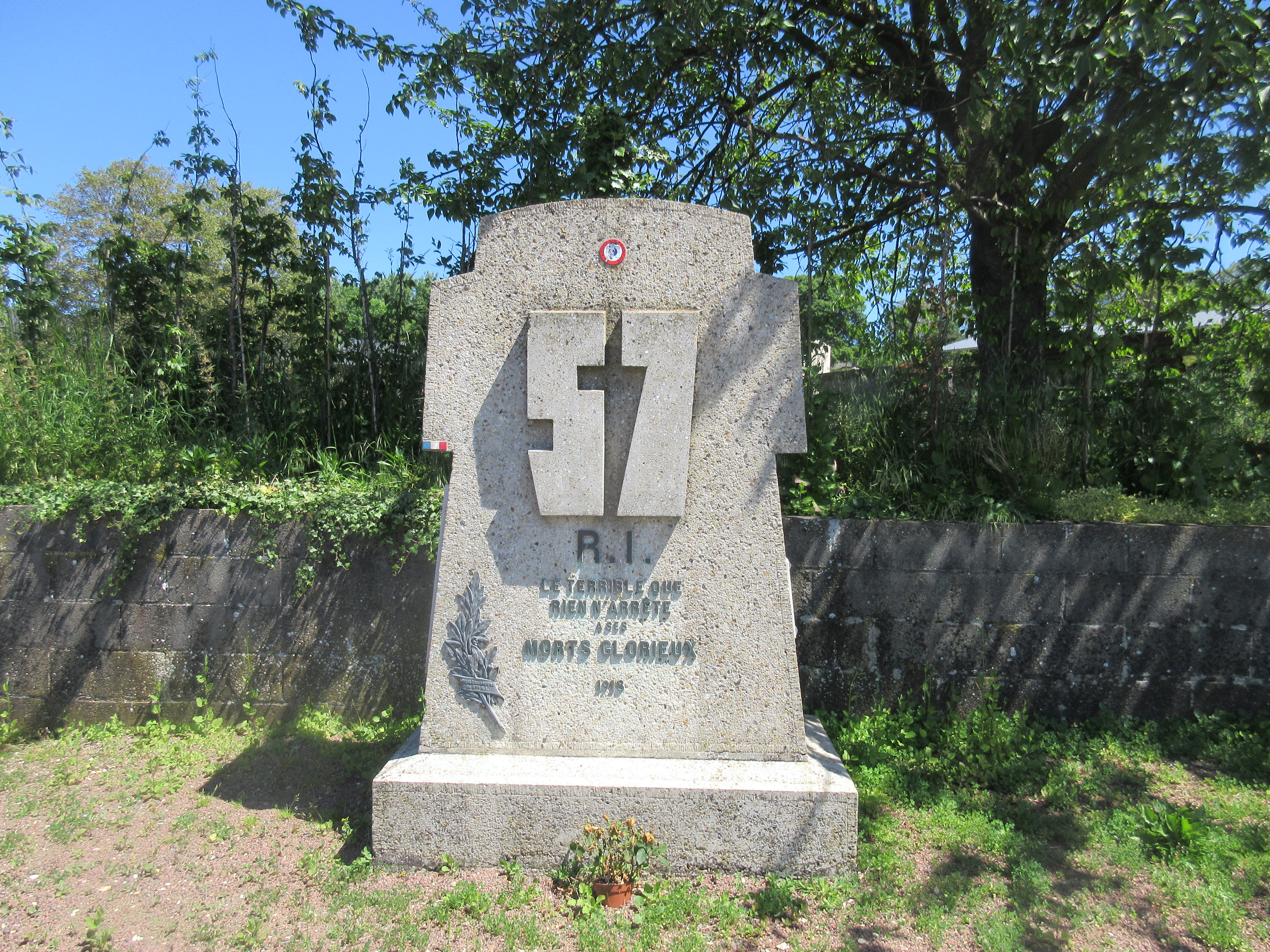
Stèle à la mémoire du 57e RI sur le Mont-Renaud à Noyon

### Entre-deux-guerres

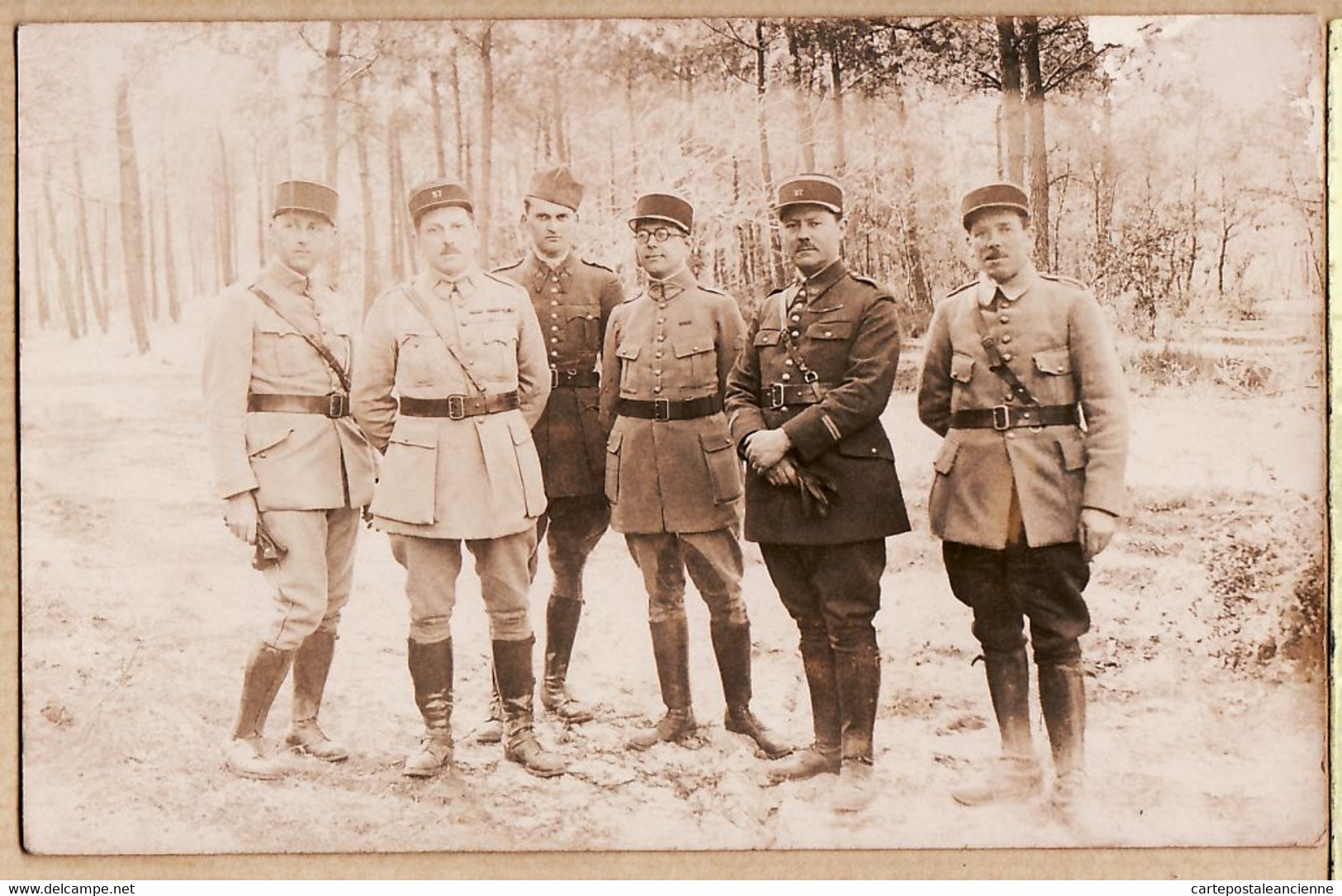
Officiers du au camp de Souge en mars 1933.

- 18 mars 1920 Le 3e bataillon du 57e Régiment d'infanterie, en garnison à la Citadelle depuis le 14 septembre 1919, quitte Blaye pour Libourne.
- En 1929 le régiment s'installe à Bordeaux.

### Seconde Guerre mondiale

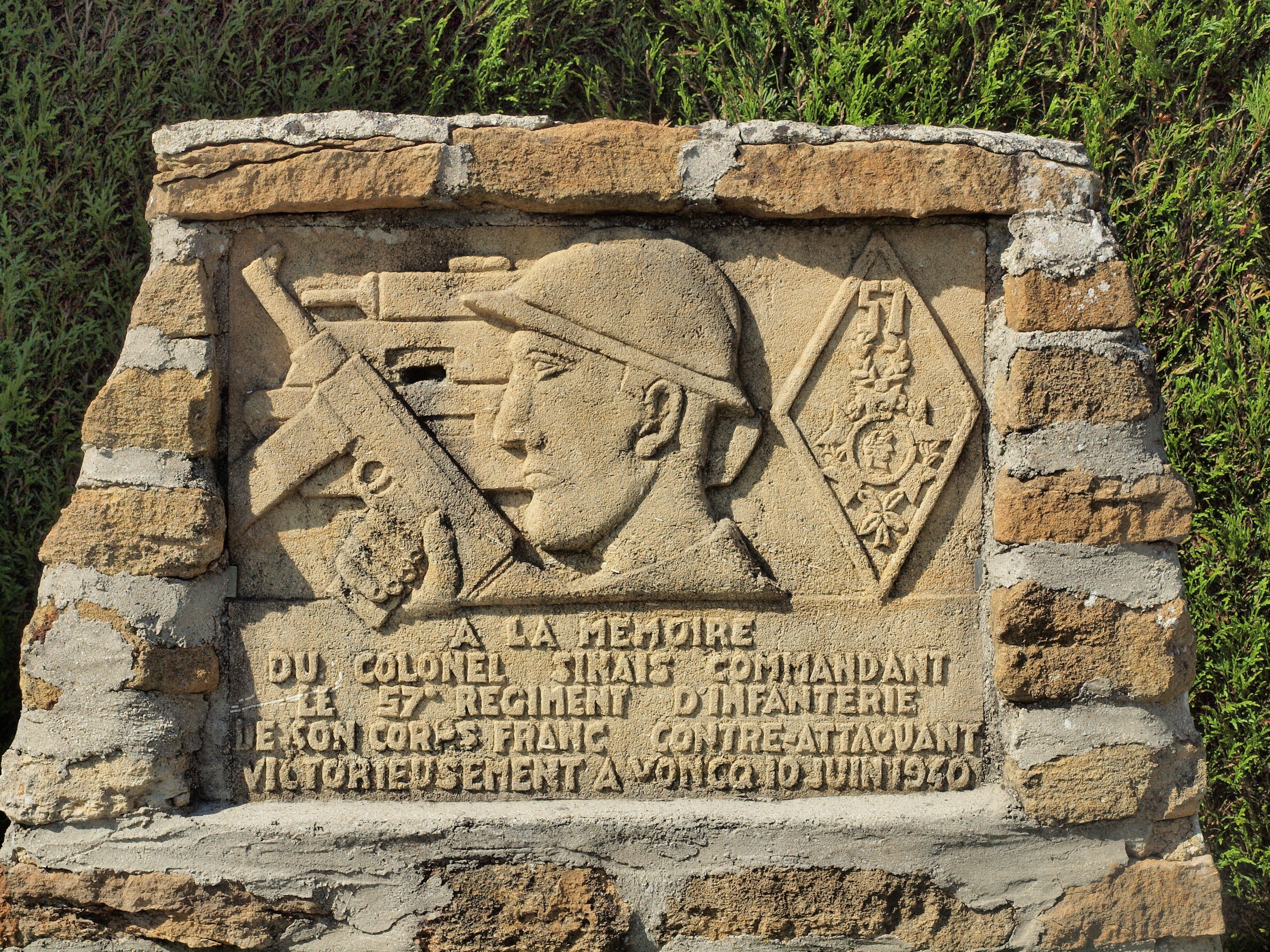
Stèle en mémoire de la contre-attaque victorieuse du à Voncq le 10 juin 1940

Formé le 28 août 1939, il est sous les ordres du lieutenant-colonel Sinais. Régiment d'active type Nord-Est, il est mis sur pied par le centre mobilisateur d'infanterie 181 de Bordeaux. Constitué de trois bataillons, plus la 14e compagnie divisionnaire anti-chars (14e CDAC), il appartient à la 36e division d'infanterie.
Il rejoint Sainte-Menehould dans l'Argonne[Quand ?]. En juin 1940, dans la région de Rethel, le régiment combat à Voncq (9 et 10 juin). La capture de 572 prisonniers au 78e régiment d'infanterie allemand (28e division d'infanterie allemande), lui vaut d'être cité à l'ordre de l'armée, avant la retraite (jusqu'au 23 juin).

### De 1945 à nos jours

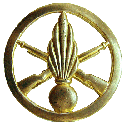
insigne de béret d'infanterie

Reconstitué en 1944 à partir des groupes de résistants des Forces françaises de l'intérieur (FFI) issus de Corrèze (« Mammouth »), Lot-et-Garonne (« Nérac »), Gironde (« Mickey » et « Esquirou »).
 Début 1945, le général De Gaulle remettra au chef de corps le capitaine Borel en 1940 le drapeau. Le 57e est affecté dans le sud-est à la garde de la frontière des Alpes et jusqu'à sa dissolution en 1946, à l'occupation de l'Allemagne.

Le régiment est reconstitué le 20 avril 1956 et prendra part aux opérations en Algérie de mai 1956 à novembre 1962, le bilan de la pacification début 1958 s'établit de la façon suivante dans le sous secteur sud de Soumman : 500 hors la loi tués, 350 armes récupérées, plus 1000 supplétifs sous nos ordres. À la fin des combats, les pertes du 57e sont de 190 tués dont 61 harkis sans compter les pertes de la C.C.S.[non neutre].

### Après les accords d'Evian (1962)
Le 15 avril 1962, à la suite des accords d'Évian du 18 mars 1962, Le 57e RI crée comme 91 autres régiments, les 114 unités de la Force Locale. Le 57°RI forme deux unités de la Force locale de l'ordre Algérienne, la 437-438e UFL-UFO composés de 10 % de militaires métropolitains et de 90 % de militaires musulmans, qui pendant la période transitoire devaient être au service de l'exécutif provisoire algérien, jusqu'à l'indépendance de l'Algérie[réf. nécessaire].
Il est dissous à nouveau en 1963.
 Reconstitué comme 57e R.I type commando le 1er juillet 1964 au camp de Souge à l'ouest de Bordeaux, il forme des jeunes recrues pour la défense opérationnelle du territoire (DOT).
 En 1976 le régiment est intégré à la 15e DI reconstituée à Limoges. En 1982, le régiment se voit doté de plus de 80 LRAC de 89 millimètres ainsi que du fameux fusil Famas[réf. nécessaire]. En juin 1984 le 57e RI est encore dissous. Cependant, ses traditions seront maintenues par le GMR 4 (Groupement des Moyens Régionaux de la 4e Région Militaire).
 Il est reconstitué le 1er septembre 1991, après avoir été un temps associé avec le GMR 4. Stationné dans plusieurs enceintes militaires de Bordeaux, il assure le soutien de l'état-major de la région sud-ouest.
Depuis l'été 2000, il est devenu le 57e Bataillon d'Infanterie.

## Le57eB.I.
Le jeudi 23 juin 2011 en fin de matinée, sur la place faisant face au château de Jonzac Sainte Maure, c’est une nouvelle page de l’histoire des Régiments de l’armée de terre Française qui se tourne. En effet, à la suite du remaniement du Livre blanc sur la défense et la sécurité, visant entre autres à réorganiser l’armée et à réduire ses effectifs, le 57e Bataillon d’Infanterie se voit dissout à l’endroit même où il est né.

Créé en 1627 par le Comte de Sainte Maure, le Régiment n'a cessé au fil des campagnes qui ont jalonné son histoire, de se forger une prestigieuse réputation. C’est notamment en 1797, durant la campagne d’Italie, que le général Bonaparte lui attribua sa devise brodée en lettres d’or sur son drapeau : « La 57e Demi-Brigade que rien n'arrête ».

Sont présents ce jour-là, le général de corps d’armée Jacques Lechevallier, commandant la région Terre sud ouest et officier général de la zone de défense et de sécurité sud ouest, des officiels ainsi que des Jonzacais. Le chef de corps du 57e B.I, le Lieutenant Colonel Grosjean, lui aussi présent, rappelle que « Le 57e Bataillon d'Infanterie représente aujourd'hui près de 300 personnes. Ce régiment n'est plus opérationnel depuis une trentaine d'années mais assure le soutien aux organismes militaires de la garnison de Bordeaux et, en particulier, l'état-major de la région Terre sud-ouest, s'agissant de logistique, de finances, de santé, de restauration, de ressources humaines d'une manière générale ». Depuis le début de l’année 2011, le Bataillon a commencé le transfert progressif de ses personnels et de ses missions, au groupement de soutien de la Base de Défense de Bordeaux Mérignac (GSBDD).

C’est donc un vibrant hommage qui fut rendu au 57e B.I durant cette matinée, au terme de laquelle son drapeau a été rendu avec soin et émotion, pour être à terme acheminé au service historique de la Défense au château de Vincennes à Paris.
Au mois de mai 2017, le drapeau du 57e RI a été confié à la garde du 3e régiment du service militaire volontaire de La Rochelle.

### Mission
Le bataillon avait pour mission d'apporter un soutien logistique entre autres :
- à l'état-major de la région terre sud-ouest
- à la garnison de l'armée de terre de Bordeaux

### Composition
- 1 compagnie de commandement et de logistique.
- 1 compagnie de soutien.
- 1 service de restauration - hôtellerie - loisirs (cercle) de garnison
- 1 centre médical de garnison
- 1 compagnie de réserve.
- 1 Musique Régimentaire (Orchestre d’harmonie + une Batterie Fanfare) devenue ensuite Musique Régionale (qui se partageait le travail avec la base aérienne de Mérignac), elle était composée en majeure partie d'appelés du contingent et de quelques cadres sous-officiers (dont un tambour major) et un officier supérieur (chef de musique)

### Stationnement
57e B.I Caserne Nansouty

223 rue de Bègles

33 800 Bordeaux

## Drapeau
Il porte, cousues en lettres d'or dans ses plis, les inscriptions suivantes :
- La Favorite 1797
- Austerlitz 1805
- Moskowa 1812
- Sébastopol 1855
- L'Aisne 1914-1918
- Mont Renaud 1918
- Rouy-Le-Petit 1918
- AFN 1952-1962

## Décorations
Sa cravate est décorée de la Légion d'honneur, ainsi que des Croix de guerre 1914-1918 avec deux citations à l'ordre de l'armée puis une citation à l'ordre du corps d'armée, et enfin de la Croix de guerre 1939-1945 avec une citation à l'ordre de l'armée.

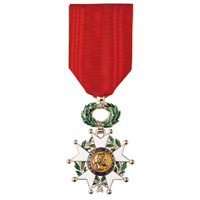
Médaille de la Légion d'Honneur
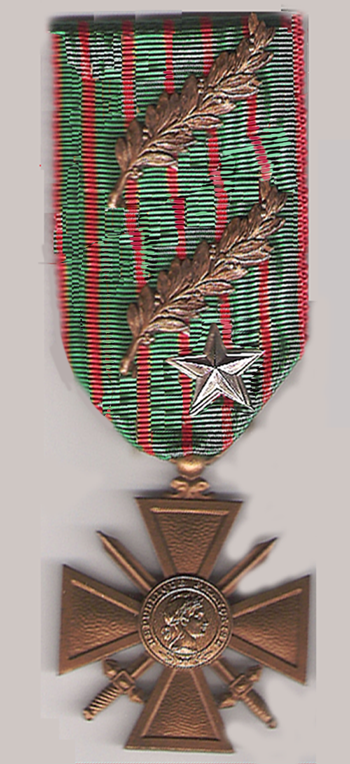
Croix de guerre 1914-1918
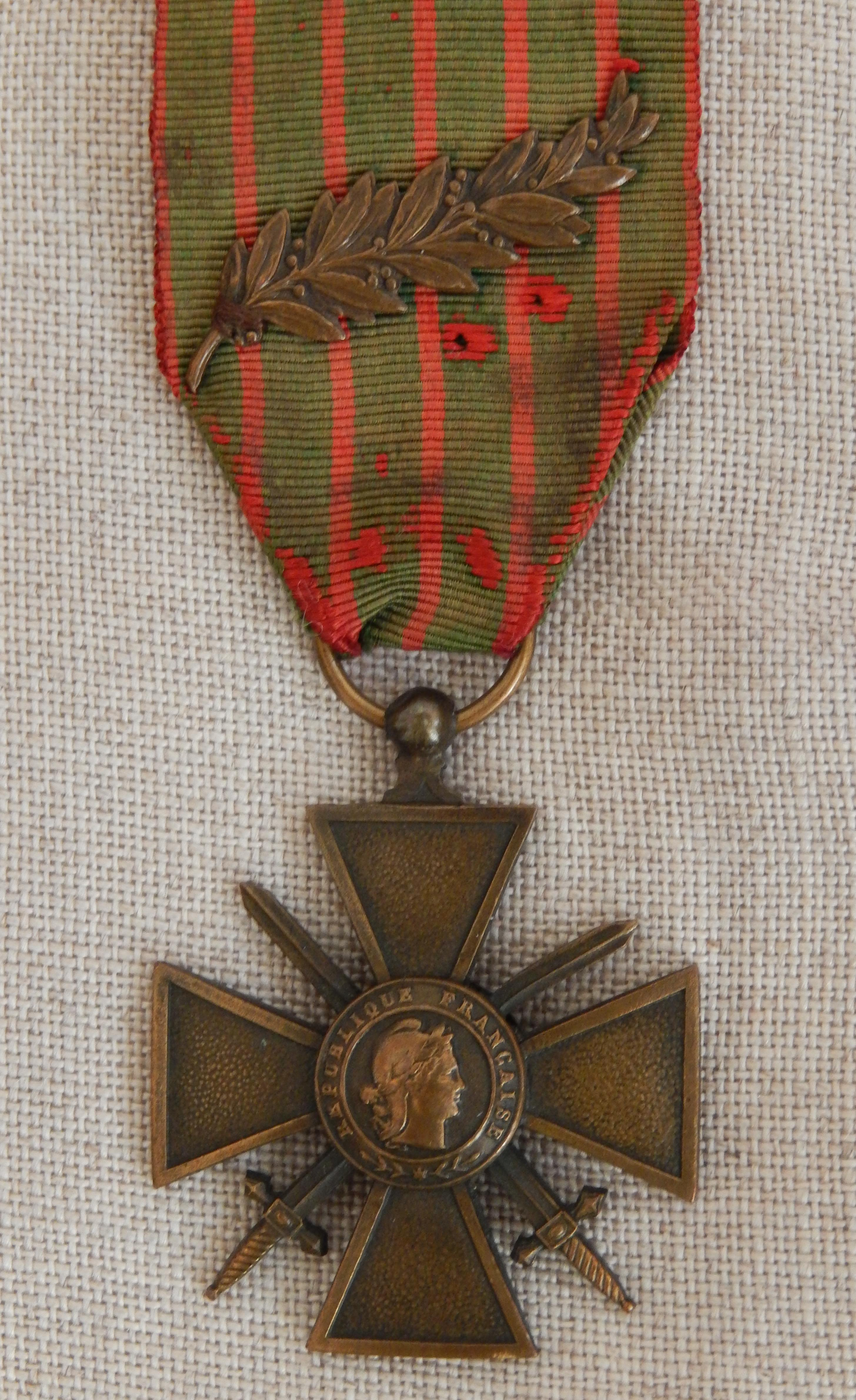
Croix de guerre 1939-1945

Il porte la fourragère aux couleurs du ruban de la Croix de Guerre 1914-1918.

## Faits d'armes faisant particulièrement honneur au régiment
- 1797 : bataille de la Favorite
- 1805 : Bataille d'Austerlitz
- 1812 : bataille de la Moskova
- 1854 : siège de Sébastopol
- 1917 : bataille de l'Aisne
- 1918 : bataille du Mont-Renaud
- 1918 : Passage en force de l'Ingon combat de Rouy-le-Petit

## Personnalités ayant servi au57eRI
- Philippe Borrell (1890-1915), philosophe, y fait son service militaire. Son nom est inscrit au Panthéon dans la liste des 560 écrivains morts pour la France.
- Lucien Cambas (1916-1961), résistant français, Compagnon de la Libération, chef de bataillon de 1960 à 1961 ;
- François Claude Chapuis (1799-1859), alors sous lieutenant
- Marcel Gounouilhou (1882-1939), homme politique français, capitaine lors de la Première Guerre mondiale ;
- Gaston Julia (1893-1978), mathématicien français, lieutenant lors de la Première Guerre mondiale ;
- Thierry Prungnaud (né en 1956), gendarme du GIGN, y a fait son service militaire.

## Sources et bibliographie
- Capitaine Berthemet, Historique du 57e RI, Georges Bouchon éditeur, Bordeaux, 1901.
- Georges Gaudy, (« souvenirs d'un poilu du 57e RI »), « les trous d'obus de Verdun », « le chemin des dames en feu », « l'agonie du Mont-Renaud », « Drame à Saconin ». Édités chez Plon en 1921-1923.
- Amicale des anciens combattants du 57e RI, La campagne 1939-40 du 57e RI, Bordeaux, 1954.
- Yves Barjaud (« Origine de l'insigne de corps »)
- À partir du Recueil d'Historiques de l'Infanterie Française (Général Andolenko - Eurimprim 1969).
- À partir de l'article de presse de Marie Laure GOBIN « Le drapeau du 57e BI replié dans sa ville natale » (Sud Ouest - 23 juin 2011).
- À partir de l'article de presse de Nicole BERTIN « 57e Régiment d'Infanterie : vie et mort d'un régiment créé à Jonzac » (blogspot Nicole Bertin Infos - 10 juillet 2011).
- Historique du régiment pendant la grande guerre 1914-1918 : 57e régiment d'infanterie, Rochefort, Norbertine, 1921, 83 p., lire en ligne sur Gallica.